# Inge Bauer

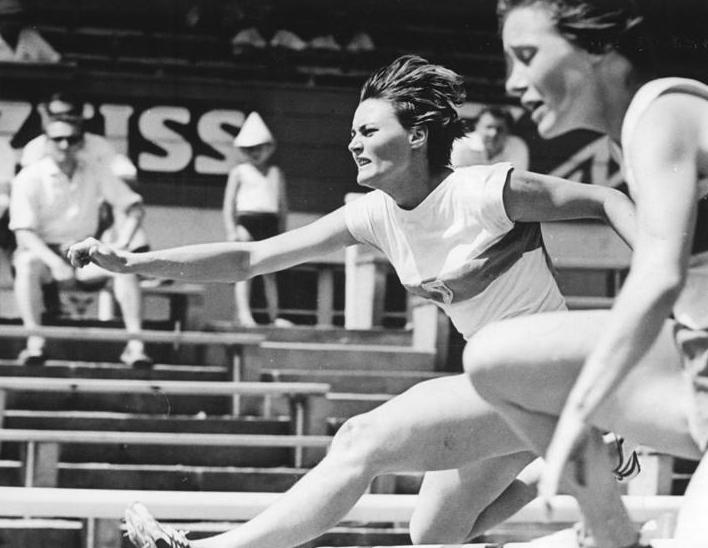
Inge Exner (links) am 19. Juli 1964 in Jena …

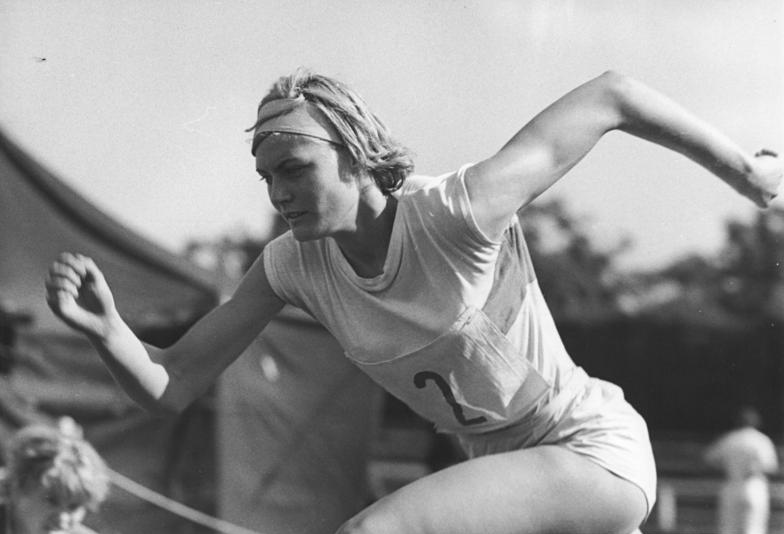
… und bei den Mehrkampfmeisterschaften der DDR im August 1965 in Potsdam

Inge Bauer (eigentlich: Ingeborg Bauer, geb. Exner; * 24. Juni 1940 in Dittmannsdorf im heutigen Tschechien) ist eine deutsche Leichtathletin und Olympiateilnehmerin, die – für die DDR startend – bei den Europameisterschaften 1966 die Bronzemedaille im Fünfkampf gewann (4713 Punkte: 11,6 s – 11,93 m – 1,62 m – 6,13 m – 25,0 s).
Bei den Olympischen Spielen 1968 belegte sie Platz sieben (4849 Punkte: 11,4 s – 13,00 m – 1,59 m – 6,22 m – 24,5 s).
Inge Bauer gehörte dem SC Motor Jena an. In ihrer Wettkampfzeit war sie 1,75 m groß und 67 kg schwer.